# Крум Новаков – Кумата
Крум Новаков – Кумата е един от първите български алпинисти, скиори и организатори на туристическото движение сред младежите.

## Биография
Крум Новаков – Кумата е роден вероятно през 1898 г. във Враца. Като малко дете, което не може да произнася „р“, той изговарял името си „Кум“ вместо „Крум“ и приятелчетата му започнали да го наричат Кумата.
През 1913 г., когато е ученик в София, взема участие в учредяването на софийския клон „Витоша“ на Юношеския туристически съюз (ЮТС), който е създаден през 1911 г. в Русе. В началото на 1919 г. той застава начело на софийския клон, чийто членски състав се увеличава до над 500 души, а излетите придобиват все по-масов характер.
На първия редовен конгрес на Юношеския туристически съюз след войните, състоял се през 1919 г. в София, Кумата предлага изграждане на юношески туристически дом-хижа на Витоша и набелязва различни начини за осъществяването на идеята. На същия конгрес Кумата прави предложение при срещите по пътеките в планините хората да се поздравяват със „Здравей“, „Здравейте“ – предложение, прието с бурни овации.
Също през 1919 г. се правят първите опити за изкачване с въже в България – от Крум Новаков (Кумата), Панайот Минков (Пиньот), Борис Ковачев и Христо Йорданов, членове на Софийския клон на ЮТС „Витоша“. Употребени били специално въже за алпинизъм, чифт котки и ледокопи, донесени от Крум Новаков от Австрия, където той е студент.
Първата организирана група скиори (ски секция) е създадена също от ентусиасти от софийския клон „Витоша“ през 1918 г., а на следващата година започва обучение по ски. Ръководител е Крум Новаков.
През лятната ваканция на 1921 г. Кумата отива в Тирол с приятели, в долина Йоцтал, и на 8 август с двама другари изкачва връх Лохкогел (3045 m). След кратка почивка групата се разделя и поема обратно по три различни маршрута в търсене на алпийски еделвайс. Крум Новаков е имал желание да изпрати това планинско цвете на приятелите си в България като поздрав от Австрийските Алпи. Вечерта Крум не се завръща в изходния пункт. След два дни е намерен паднал в пропаст под върха, където е загинал. Гробът му е в църковния двор на селището Ленгенфелд (Längenfeld).

## Памет
Споменът за Крум Новаков – Кумата остава много жив и ярък, а името му, както отбелязва Стефан Попов, става легенда. Приятелите и съмишлениците му успяват да осъществят построяването на юношеската туристическа хижа, на надморска височина 1725 m, на прекрасно, обзорно място, и я наричат „Кумата“.
На Кумата е наречена улица в район „Витоша“ София (Карта).